# Zimní stadion Luďka Čajky
Das Zimní stadion Luďka Čajky (deutsch Winter-Stadion Luděk Čajka) ist eine Eissporthalle in der tschechischen Stadt Zlín. Seit 1990 trägt sie den Namen des Eishockeyspielers Luděk Čajka. Die Halle, die ursprünglich schon 1957 eröffnet wurde, ist die Heimspielstätte von PSG Zlín.

## Geschichte

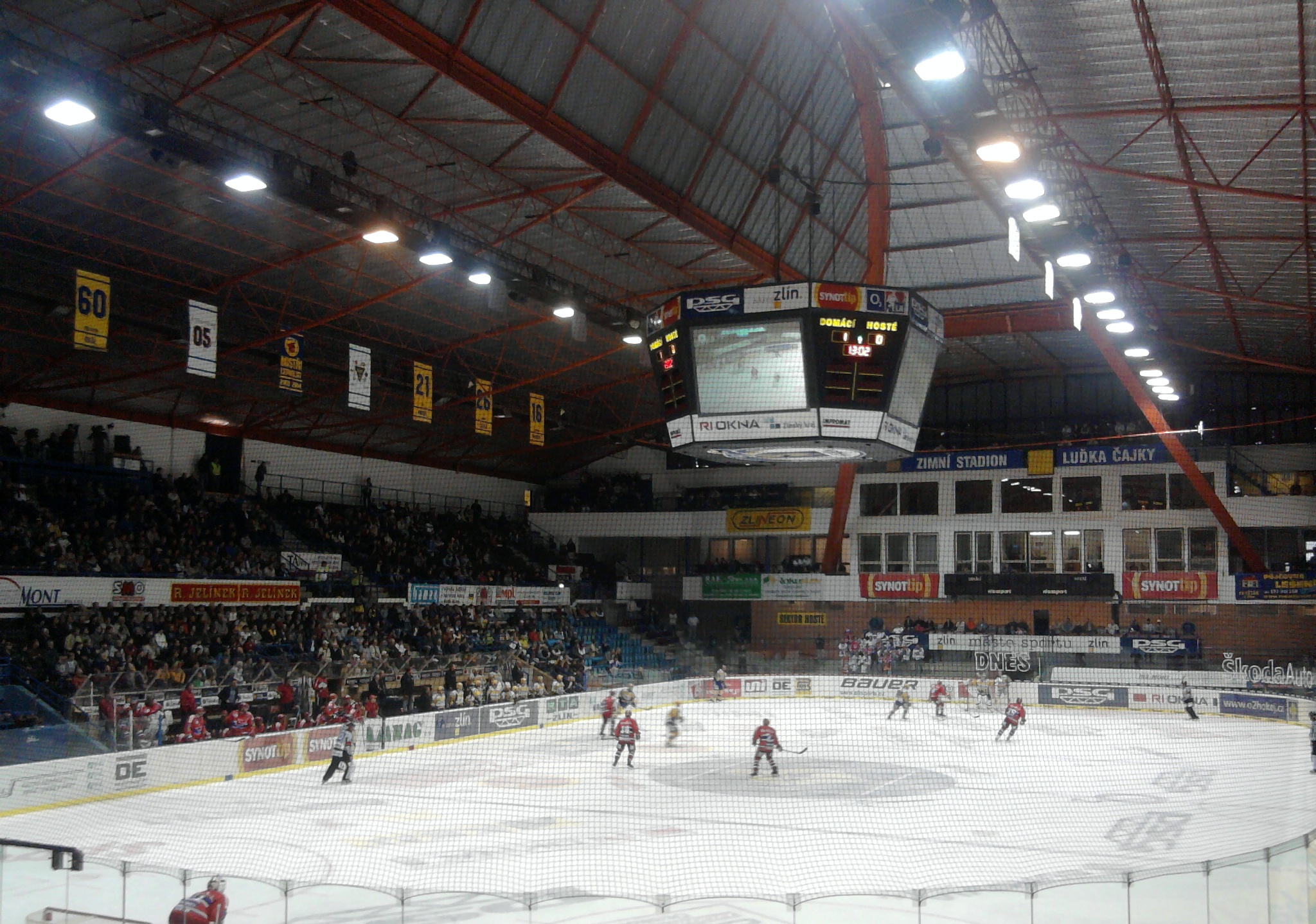
Innenansicht

Das ursprünglich offene Wintersport-Stadion in Zlín wurde 1957 erbaut. Fünf Jahre später erfolgte die Überdachung des Stadions, das ab diesem Zeitpunkt 7.500 Zuschauern Platz bot. Durch die Umwandlung von Sitzplätzen in V.I.P.-Plätze und die Errichtung von Sky-Boxen sank die Kapazität später auf 6.975 Zuschauern.
Am 6. Januar 1990 wurde Luděk Čajka beim Auswärtsspiel VSŽ Košice gegen TJ Gottwaldov (heute: PSG Zlín), nach einem Zusammenprall mit der Bande, so schwer am Kopf verletzt, das er Mitte Februar des Jahres im Koma mit 26 Jahren verstarb. Im Andenken an ihn wurde die Halle in Zimní stadion Luďka Čajky umbenannt.
In seiner Geschichte war das Stadion dreimal ausverkauft, jeweils gegen den HC Vsetín. Den höchsten Zuschauerschnitt verzeichnete der Verein in der Spielzeit 1998/99, als durchschnittlich 7.267 Zuschauer die Spiele im Stadion verfolgten.